# Jean-Marie Hamon
Pour les articles homonymes, voir Hamon.
Jean-Marie Hamon (né au Grand-Fougeray le 17 avril 1823 mort à Saint-Malo le 11 octobre 1903) fut maire de Saint-Malo en 1887 puis de 1891 à 1896.

## Biographie
Jean Marie Joseph est le fils de Joseph Hamon, instituteur et de son épouse Anne Houzé. Sa famille s'installe à Saint-Malo alors qu'il est encore adolescent. Il s'y établit ensuite comme commerçant et devient joaillier. Il est désigné par ses pairs comme juge supplément au Tribunal de commerce de Saint-Malo puis titulaire le 27 décembre 1881 et enfin président le 23 décembre 1889, poste qu'il occupe pendant deux ans.
Il s'investit dans la vie de la commune et devient conseiller municipal du 20 janvier 1878 au 18 mai 1884. Désigné comme adjoint jusqu'au 18 mai 1888, il devient après la mort de Louis Félix Martin le 6 décembre 1891, maire de la ville du 10 janvier 1892 au 16 mai 1896.
Le 13 décembre 1899, il est l'un des 31 membres fondateurs de la Société d'histoire et d'archéologie de l'arrondissement de Saint-Malo dont il est le premier président de 1900 à 1901 et publie Le tour des remparts-Saint-Malo et son passé.